# Upplands runinskrifter 946
Upplands runinskrifter 946 är en runsten vid Danmarks kyrka, Uppsala kommun. Stenen står norr om Danmarks kyrka på kyrkogården vid muren. Den är lätt att missa då den inte står lika exponerat som U 945.
Runstenen är av grå granit, 1,6 meter hög, 1,6 meter bred samt 1-5 decimeter tjock. Stenens kanter är raka och plana. Runhöjden är 9-12 centimeter.

## Inskriften

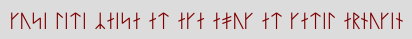
Runslingan på U 946

### Inskriften i runor[3]
ᚴᚢᛋᛁ ᛚᛁᛏᛁ ᛦᛅᛁᛋᛅ ᛅᛏ ᛅᚴᛅ ᛅᚯᚢᚴ ᛅᛏ ᚴᛅᛏᛁᛚ ᛅᚱᚾᚢᚴᛁᚾ
Translitterering av runraden:
kusi × lit iʀaisa at aka aouk at katil arnukin
Normalisering till runsvenska:
Gusi/Gussi/Kusi let ræisa at Aka ok at Kætil araukinn(?).
Översättning till nusvenska:
Guse lät resa stenen efter Åke och efter Kättil den ålderstigne.

## Historia
Ristaren Grim skald som signerade inskriften på U 951 är troligtvis även ristaren som skapade U 946. Runslingan på den här stenen samt korset är mycket likt ristningen på sida B av U 951.
Inskrifterna liknar även inskriften på U 912 vid Börje kyrka.
|  |  |  |